# Uhrenkopf
Der Uhrenkopf, auch Uhrenberg genannt, ist eine etwa 405 m ü. NHN hohe Erhebung am Edersee im Naturpark Kellerwald-Edersee im nordhessischen Landkreis Waldeck-Frankenberg. Naturräumlich gehört er zur Haupteinheit Kellerwald.

## Geographie

### Lage
Der Uhrenkopf erhebt sich im Nordostteil des Naturparks Kellerwald-Edersee zwischen der Waldecker Kernstadt im Norden und Hemfurth-Edersee (Ortsteil von Edertal) im Südwesten. Sein Gipfel liegt rund 350 m östlich vom Nordende der „Edertalsperre“, der Staumauer des Edersees. Nordnordwestlich schließt sich die Kanzel (399,3 m) mit einem weiteren Aussichtspunkt und südöstlich der Michelskopf (424,7 m) an.
Auf dem bewaldeten Berg liegen Teile des Fauna-Flora-Habitat-Gebiets Edersee-Steilhänge (FFH-Nr. 4720-304; 6,9746 ha).

### Naturräumliche Zuordnung
Der Uhrenkopf gehört in der naturräumlichen Haupteinheitengruppe Westhessisches Bergland (Nr. 34) und in der Haupteinheit Kellerwald (344) zur Untereinheit Ederseetrog (344.4). Östlich grenzt als Teil der Haupteinheit Ostwaldecker Randsenken (341) in der Untereinheit Wildunger Senke (341.5) der Naturraum Netzehügelland (341.50) an.

## Aussichtspunkt
Etwa 250 m südlich des Uhrenkopfgipfels und 350 m ostsüdöstlich vom Nordende der Edersee-Staumauer liegt der Aussichtspunkt Auf den Klippen (⊙; 343,1 m), der sich 138,7 m über dem direkt unterhalb der Mauer gelegenen Edertal (204,4 m) und bei Stauziel (244,97 m) 98,13 m über der Wasseroberfläche des Stausees befindet.
Von dort fällt der Blick auf die Staumauer mit ihrem Wasserkraftwerk, dem Kraftwerk Hemfurth, und dem nahe der Mauer gelegenen Seebereich mit gegenüber liegendem Hammerberg (ca. 335 m), auf dem im Wald versteckt der Wildpark Edersee liegt. Man blickt auch zum jenseits des Edertals gelegenen Edertaler Dorf Hemfurth-Edersee und zum Kellerwald, in dem zum Beispiel die benachbarten Erhebungen Ermerod (540 m) und Peterskopf (ca. 507 m) zu erkennen sind, die sich etwas weiter südlich oberhalb des Affolderner Sees befinden und auf denen die beiden Oberbecken der Pumpspeicherwerke Waldeck liegen.

Blick vom Aussichtspunkt auf die Edertalsperre während des Überlaufs im April 2021

## Verkehrsanbindung und Wandern
Der Uhrenkopf und der Aussichtspunkt Auf den Klippen sind nur auf Wanderwegen zu erreichen, unter anderem von Norden aus Richtung Waldeck kommend über die auf gemeinsamer Strecke angelegten Wanderwege Habichtswaldsteig, Kellerwaldsteig, Studentenpfad und Urwaldsteig Edersee. Sie verlaufen auf etwa 4 km Länge auf dem teils urwaldartig mit Eichen bestandenen Bergkamm (mit dortiger Kanzel) am Ostteil des Edersees, direkt vorbei am Aussichtspunkt und über die südlichen Hochlagen des Berges. Außerdem führt von Süden bis nahe an den Aussichtspunkt heran der Ederhöhenweg. Des Weiteren beginnt nahe dem Nordostende der Staumauer in der Nähe von Parkplätzen an der Landesstraße 3086, die vom Affolderner See zum Edersee verläuft, ein kurzer Pfad, der steil bergauf zum Aussichtspunkt führt.